# Cantonul Le Puy-en-Velay-Est
Cantonul Le Puy-en-Velay-Est este un canton din arondismentul Le Puy-en-Velay, departamentul Haute-Loire, regiunea Auvergne, Franța.

## Comune
- Blavozy
- Brives-Charensac
- Le Puy-en-Velay (parțial, reședință)
- Saint-Germain-Laprade